# City Hill
City Hill är en park i Australien. Den ligger i huvudstaden Canberra.